# Шио (река)
Шио (мађ. Sió) је река у централној Мађарској, отока језера Балатон. Реке истиче из језера код града Шиофока, ток је води поред града Сексарда, близу кога се (на неколико километара) улива у Дунав.
Шио пролази кроз жупаније Шомођ, Фејер и Толна.